# 1983年大韓航空007號班機空難的非主流理論

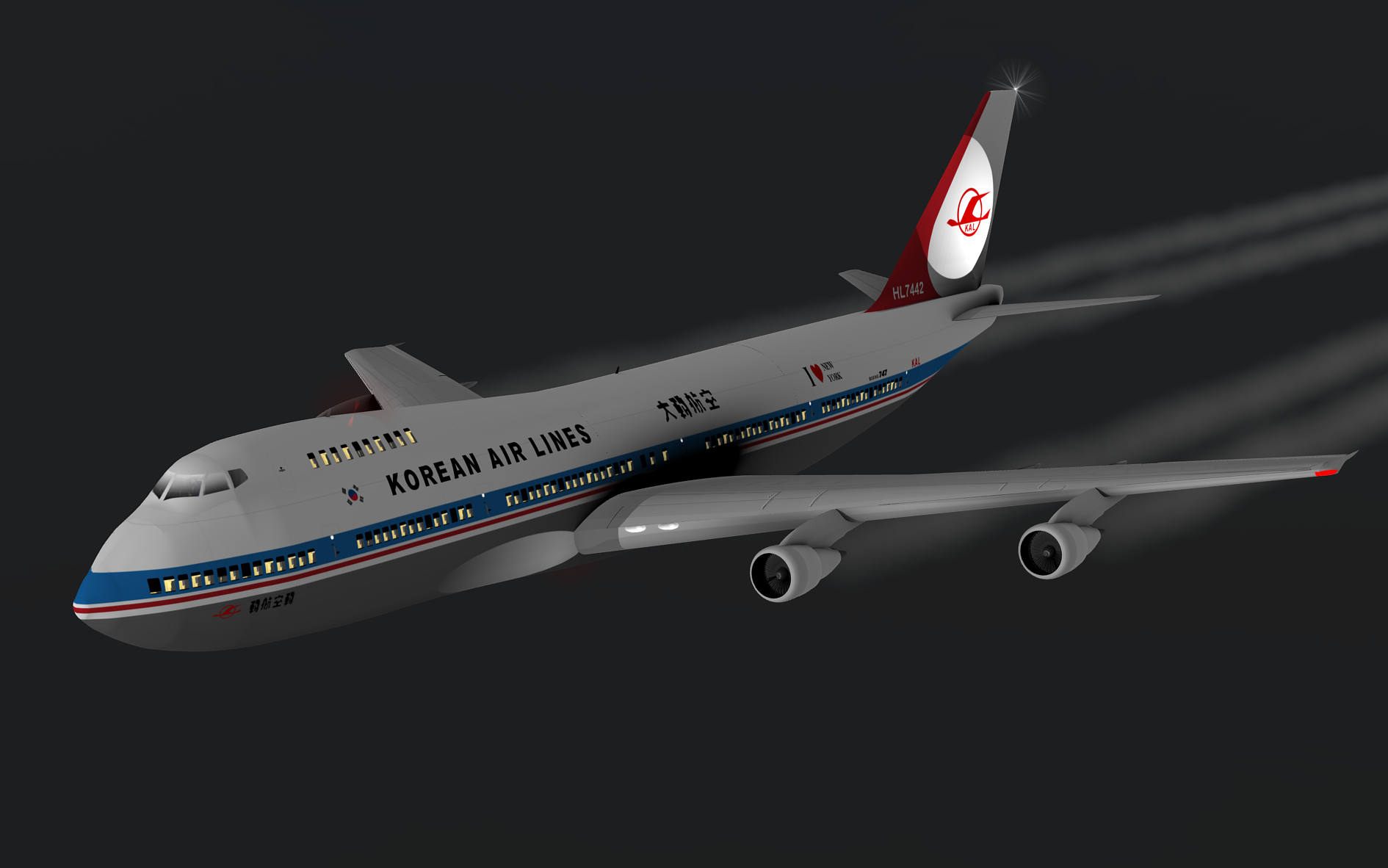
大韓航空007號班機模擬圖

1983年大韓航空007號班機空難的非主流理論，是關於大韓航空007號班機被擊落的多項理論推測。此機於1983年9月1日從美國紐約出發經安克拉治到韓國漢城（現首爾），結果誤闖入蘇聯領空而遭擊落。
007號班機的失事是持續爭論中的議題且催生了一些陰謀論。有許多是基於如飛行紀錄儀的這類證據的壓制、未解釋的細節如美國空軍RC-135偵察機的角色、或僅僅是冷戰時期的謠言和宣傳。一些評論家還認為國際民航組織對這一事件的報告未能充分解決關鍵問題，如飛機偏差產生的原因。事發十年後的1993年，由俄羅斯方面釋出的飛行紀錄器內之數據資料受到許多理論的質疑。一些替代的解釋很大程度集中在獨立於政治考慮的證據的問題。
其中一個理論是挑戰者號太空梭以及間諜衛星監控著客機進入蘇聯領空後的航行。Defence Attaché刊印了此論，因而被大韓航空控告、被迫做出巨額賠款並刊登道歉聲明。

## 間諜計劃說

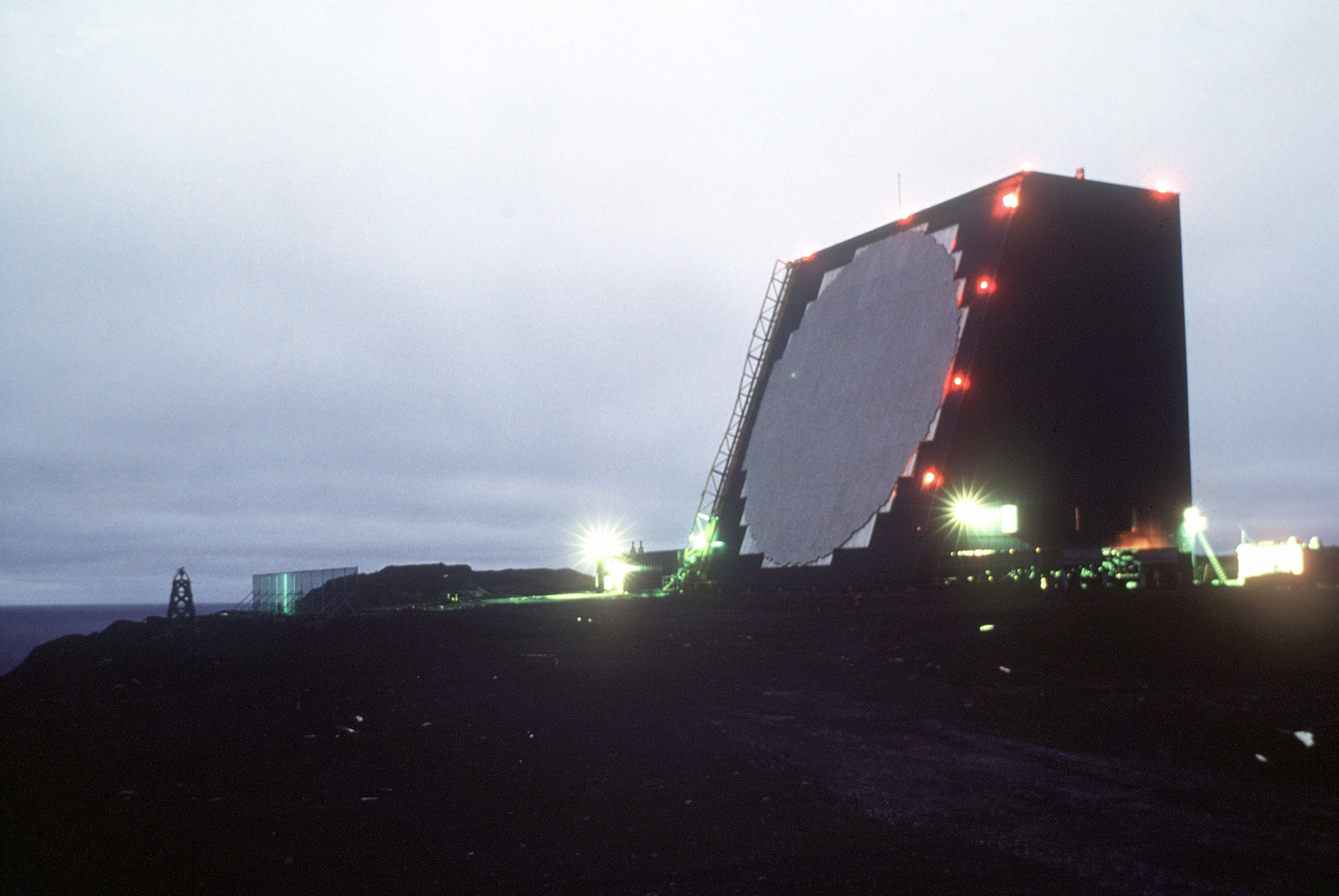
COBRA DANE，一種情報收集相控陣雷達系統，專門用於監測蘇聯在西伯利亞堪察加半島的彈道導彈試驗

1994 年，羅伯特·W·阿勒代斯 (Robert W Allardyce) 和詹姆斯·戈林 (James Gollin) 撰寫了《渴望的軌道：KAL 007 航班的悲慘飛行》，支持間諜任務理論。2007年，他們在Airways Magazine的一系列文章中重申了他們的立場，認為國際民用航空組織的調查是對“精心策劃的雪貂任務”的掩飾。此外，他們建議美國國家安全局實施了電子反措施來覆蓋任務，並且飛行記錄器磁帶已被植入以供蘇聯恢復努力尋找。
間諜任務理論指出，在冷戰中軍事最敏感和觀察最充分的地區之一，一艘民用客輪意外誤入歧途並被忽視是不協調的。他們指出，當 KAL 007 穿過 NORAD 禁止民用飛行區並接近並進入蘇聯領土時，有強大的陸地和海上雷達陣列可以跟踪它。這些曾經是：
COBRA JUDY登上導彈測距儀器船 USNS Observation Island，然後在堪察加海岸附近；
Shemya Island的COBRA DANE視線雷達能夠在高達 30,000 英尺（9,100 米）的高度跟踪一架飛機，穿過 400 英里（640 公里）的區域（地球的曲率是其限制因素）；
Shemya 島的 COBRA TALON，一種超視距雷達陣列，範圍從 575 英里（925 公里）到 2,070 英里（3,330 公里）。COBRA TALON 通過將其發射物從電離層（偏轉）反彈到視線地平線的另一側來操作，從而獲取其目標。
這些雷達陣列具有監視和跟踪能力。目前尚不清楚此功能是否實際用於 007 航班的情況。此外，美國空軍位於Cape Newenham 和 Cape Romanzoff 的雷達站，是美國阿拉斯加遠程預警/飛機控制和警告 (DEW/ACW) 系統的 12 個站中的兩個站，能夠跟踪所有飛機航向走向俄羅斯緩衝區。在這些雷達站點的範圍內，KAL 007 直接轉向堪察加半島。該理論假設中央情報局發布了有關飛機降落在薩哈林島的虛假信息在他們的任務失敗後，為了爭取時間來構建一個更可信的故事。

## 對於班機殘骸、乘客遺體和行李消失的推測

### 螃蟹說
蘇聯記者Andrey Illesh在他寫的《韓國波音747之謎》一書中主張遺體被大型螃蟹給吃了。此說受到擊落該航班的蘇聯攔截機飛行員 Gennady Osipovich的贊同。

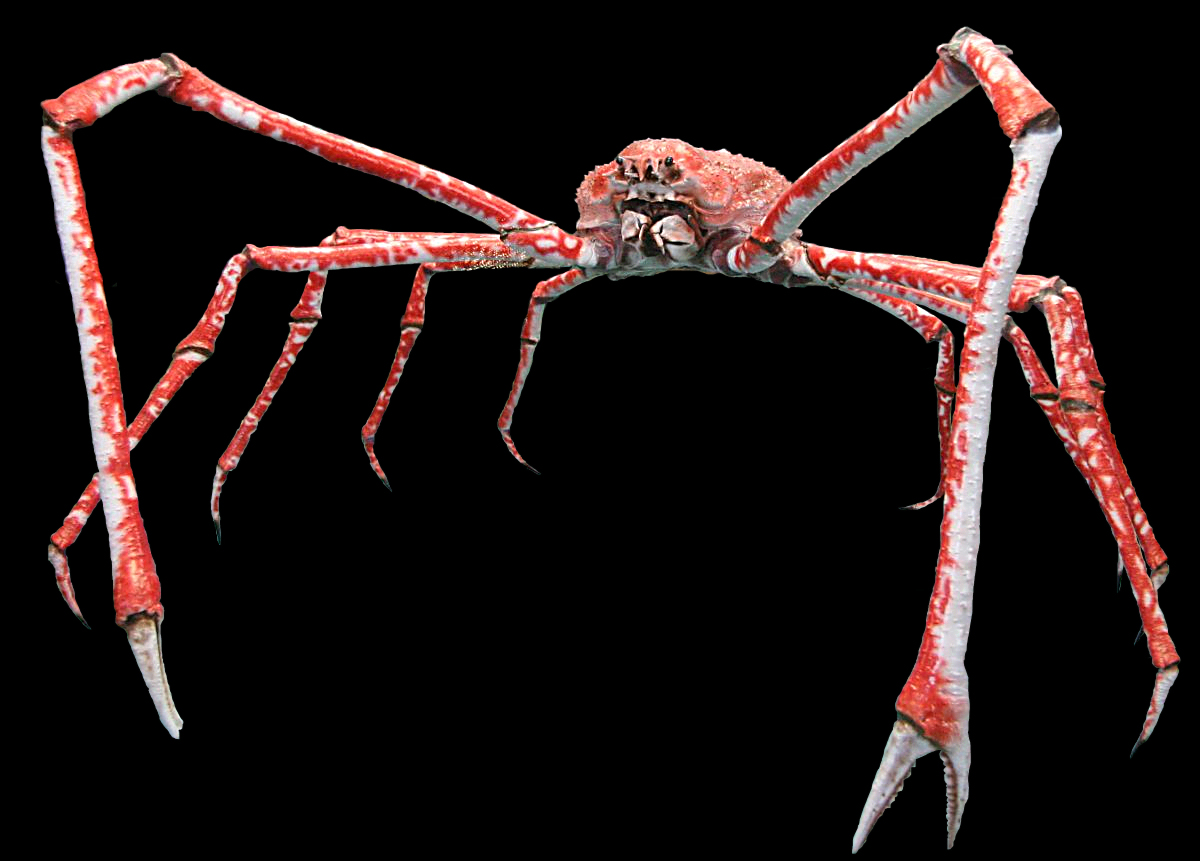
日本蜘蛛蟹

“…當我還在庫頁島時我聽說他們找到「波音」客機，然後調查它。但沒發現有人在那裡。而我的解釋則是庫頁島沿海的螃蟹會立即吞噬一切...我曾聽說他們只找到一隻戴了黑手套的的手掌。也許是我擊落的班機飛行員的手。你可知道，直到現在我仍不相信機上有乘客，你總不能說所有人都被螃蟹給吃了....肯定會有東西留下來的？… 雖然我是個舊版本的支持者：那是一架間諜機。無論如何，這不是偶然，它向我們飛去。」
海洋生物學家威廉·紐曼教授解釋了為什麼螃蟹（或任何其他海洋生物）理論是站不住腳的：「即使我們從這樣的假設甲殼類動物或鯊魚，還是其他什麼東西落在肉體進行，仍應該留有骨骼。在很多情況下，即使已經過了數年甚至數十年，骨頭都會在海裡或海床上被發現。此外，甲殼類動物就不會觸及骨頭。」況且，螃蟹理論無法解釋行李的消失。

### 「風洞」說
對失踪屍體減壓理論的最新引用是瓦列裡·卡緬斯基中將，最近擔任烏克蘭空軍參謀長兼副司令，前蘇聯遠東軍區防空部隊參謀長。在 2001 年 3 月 15 日的烏克蘭周刊Fakty i Kommentarii 上的一篇文章中卡門斯基將軍談到了這個揮之不去的問題：“飛機上機組人員和乘客的屍體到底發生了什麼仍然是一個謎。根據一種理論，火箭爆炸後，巨型飛機的機頭和機尾部分就掉下來了。”機身中部變成了一種風洞，人們被捲入其中，散落在海面上。但在這種情況下，在該地區的搜索行動中發現了一些屍體。人們實際發生了什麼的問題還沒有得到明確的答案。”

### 蘇聯海軍潛水員清除乘客遺體說
這一理論基於這樣一個事實，即當蘇聯平民潛水員在擊落事件發生兩週後第一次下到沉船時，他們遇到的發現與一架飛機從天而降相反。據報導，他們更多地對應於蘇聯海軍對殘骸進行“二次安置”，並帶走了 KAL 007 的乘客和機組人員，他們聲稱他們之前曾使用潛水員和拖網漁船工作。
“第一次下潛是在 9 月 15 日，也就是飛機被擊落兩週後。正如我們當時了解到的，在我們之前，拖網漁船已經在指定的象限內做了一些‘工作’。很難理解軍方看到的是什麼感覺拖網作業。先用拖網把所有東西隨意拖到底部，然後再送潛水器？……很明顯，事情應該按照相反的順序進行。”
米哈伊爾·伊戈列維奇·吉爾斯船長：“10 月 10 日淹沒。飛機部件、翼梁、飛機蒙皮、電線和衣服。但是——沒有人。印像是所有這些都是被拖網拖到這裡的，而不是從上面掉下來的。”天空……”
這是1990-91 年最初的消息報系列以及後來對深海潛水員 Vadim Kondrabayev 的採訪（隨後由Roy 的俄羅斯飛機評論以英文轉載）中表達的理論之一。康德拉巴耶夫是 1983 年被帶去探索 KAL 007 殘骸的平民潛水員之一，他接受了俄羅斯雜誌Itogi的採訪，發表於 2000 年 10 月 1 日。他指出，在他和其他平民潛水員於 1983 年 9 月 10 日被帶到薩哈林島後，他們一直被關在那裡，直到“9 月底......他們真的忘記了我們好幾次”天。” 當他們確實到達殘骸時，他們驚訝地發現既沒有屍體也沒有行李：“……應該是船上的人，應該還剩下一些東西。我們在水下工作了將近一個月，每天五個小時，沒有找到一個手提箱，甚至沒有從他們那裡找到一個把手。畢竟任何航空旅行都有行李。我們要么能夠處理已經被特殊服務過濾的遺骸，要么，我也做不打折，飛機上根本沒有乘客，他們把機艙裡塞滿了垃圾。...

### 綁架和扣留乘客與機組人員說

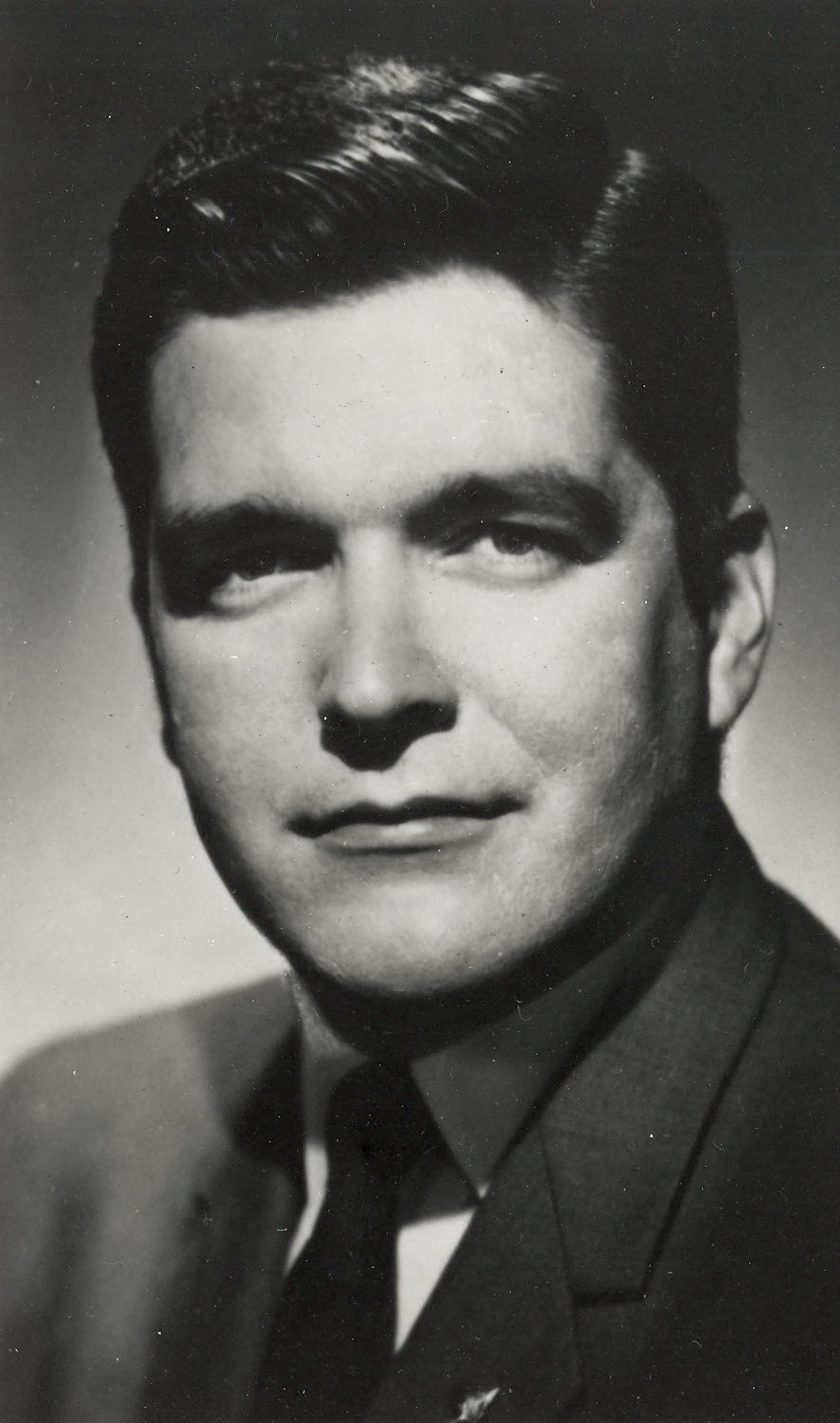
拉里·麥唐諾

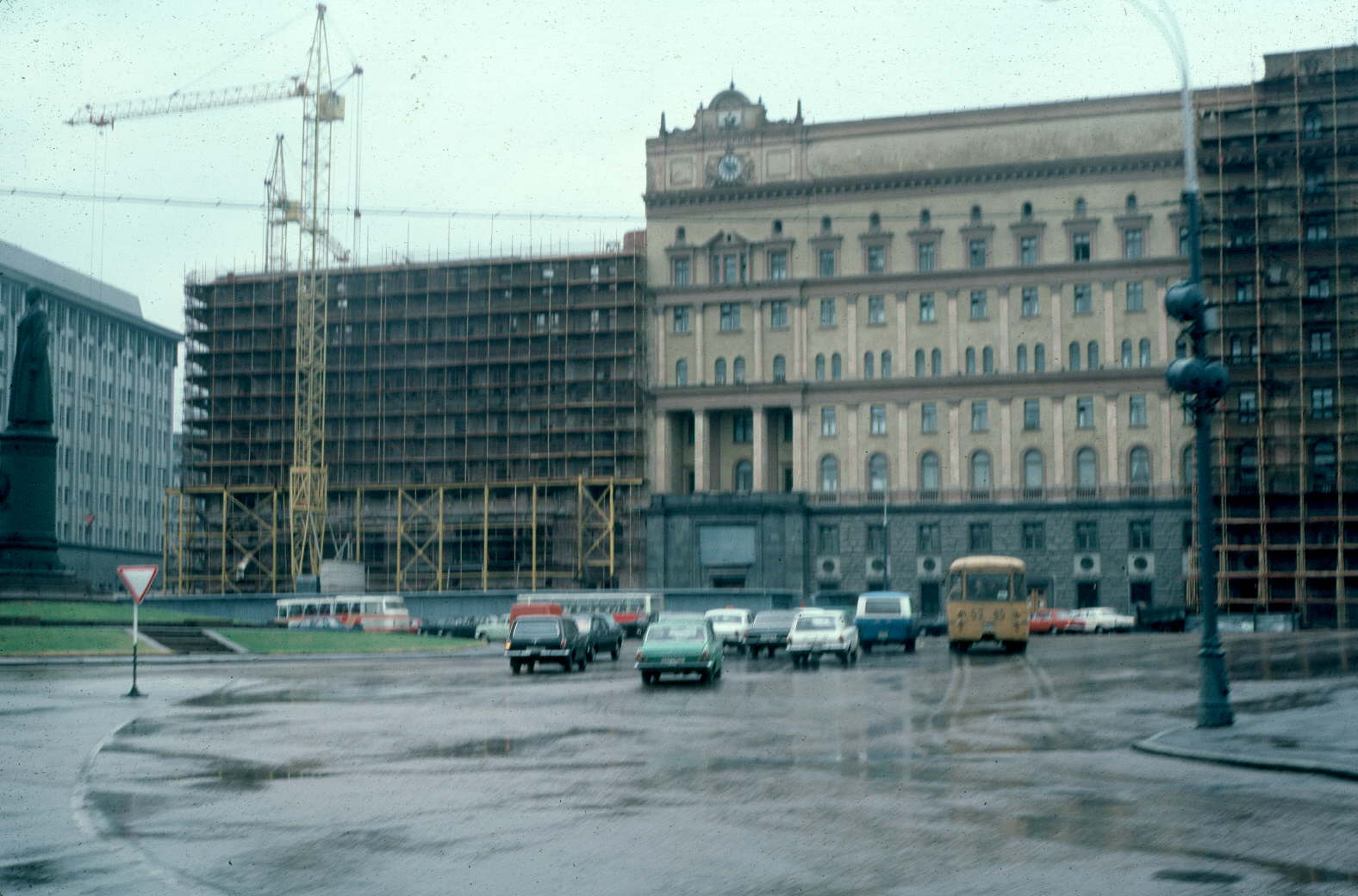
1983年的盧比揚卡大樓

此說主張007號班機躲過一枚飛彈、成功降落；而乘客與機組人員均平安生還。他們後來被蘇聯當局綁架、投入集中營。提倡者有其中一名罹難者的女婿(透過其所屬的組織「韓航007生還者國際救難委員會」)、以色列裔美國人Bert Schlossberg，與在1970年代流亡到以色列的前蘇聯集中營囚犯Avraham Shifrin。被一些保守派媒體如Accuracy in Media和約翰·博齊協會雜誌所報導。後者的第二任會長、喬治亞州選出的民主黨籍眾議員拉里·麥唐諾正是機上乘客之一。
身為以色列新公民的Schlossberg，於1989年與Shifrin會面，並透過Shifrin他的一個消息來源，開始質疑KAL007的乘客人民已經死亡的公認說法。透過他自己對新發布的文件的調查和研究，Schlossberg確信KAL007的乘客和機組人員已被俄羅斯人發現然後被監禁。在一本自行出版的書中及社群網站Schlossberg證實了蘇聯軍事通信和駕駛艙錄音機的說法。顯示了導彈爆炸後的飛行路徑，高度為5000米，持續近5分鐘，直到韃靼海峽和蘇聯領海內唯一的陸地，開始緩慢的螺旋下降。他聲稱這表明飛機具有延長飛行的能力，以及飛行員打算在救援可行的唯一地點附近澆水。他還聲稱在海面和底部缺乏屍體，身體部位和組織以及行李; 蘇聯阻撓美國，韓國和日本的搜捕船試圖進入蒙乃島周圍的蘇聯領海，KAL007最後被追踪向下螺旋式向下; 俄羅斯聯邦發布的以前未知的蘇聯成績單，在拍攝後半小時內執行任務命令，派遣直升機，克格勃巡邏艇和民用拖網漁船到蒙乃島; 俄羅斯聯邦在搜索KAL 007的過程中承認蘇聯的欺騙行為，這些都表明蘇聯從受損和被擊落的客機上發現了乘客和機組人員。
施洛斯伯格還聲稱，參議員傑西赫爾姆斯在1991年向參議院外交關係委員會的少數黨成員發送了一封信，要求向俄羅斯總統 葉利欽提出有關KAL 007命運的信息，這表明赫爾姆斯接受了綁架事件。理論認真。這封信在一系列問題中包括了解任何倖存者及其營地位置的下落，並要求了解拉里麥唐諾的情況。
Schlossberg的工作並沒有引起媒體的關注; 在回顧拉里·麥唐納死亡情況時，喬治亞大學法學院教授唐納德·威爾克斯認為這個理論比米歇爾·布倫關於日本槍擊事件和空戰的理論“更加荒謬”。
自稱為克格勃專家的Avraham Shifrin 聲稱，根據他的研究中心的調查，KAL 007降落在Moneron以北的水面上，乘客成功登陸緊急浮標。蘇聯人收集他們並隨後將他們送到集中營（孩子們“與父母分開，安全地藏在蘇聯中亞共和國的一個孤兒院裡”）。據說麥唐諾應該歷經過莫斯科的一些監獄，包括盧比揚卡大樓和列福爾托沃。
航空記者詹姆斯·奧伯格雖然承認希夫林在蘇聯囚犯營地的專業知識，卻表示希夫林對KAL 007的命運“真的感到困惑”。 其中一名乘客的親戚漢斯·以法蓮曾稱Shifrin為“騙子，他不知道他給家人帶來了多少悲傷」，“他在試圖遇到希夫林的消息來源時感到沮喪。
根據Michel Brun觀點，此說並不荒謬。在他的書中他分析由中情局及韓國政府傳達的第一條新聞：007號班機於薩哈林島降落且全體乘客皆平安。在他慎重地搜尋後，他發現第一項資訊的來源，是被登載於1983年9月1日的日本報紙《每日新聞》上。據他所言，這個發現出自稚內的雷達。因此他主張另一架飛機，也許是軍機於「薩哈林戰役」期間降落在薩哈林島，然後其乘客包括美國人及韓國人都被關押在蘇聯。

## 外部連結
- Diver Vadim Kondrabaev interview（页面存档备份，存于）
- Gen. Valeri Kamenski/ Itogi interview（页面存档备份，存于）